# Drosera stenopetala
Drosera stenopetala är en sileshårsväxtart som beskrevs av Joseph Dalton Hooker. Drosera stenopetala ingår i släktet sileshår, och familjen sileshårsväxter.
Artens utbredningsområde är:
- Nordön (Nya Zeeland).
- Sydön (Nya Zeeland).

Inga underarter finns listade i Catalogue of Life.

## Bildgalleri

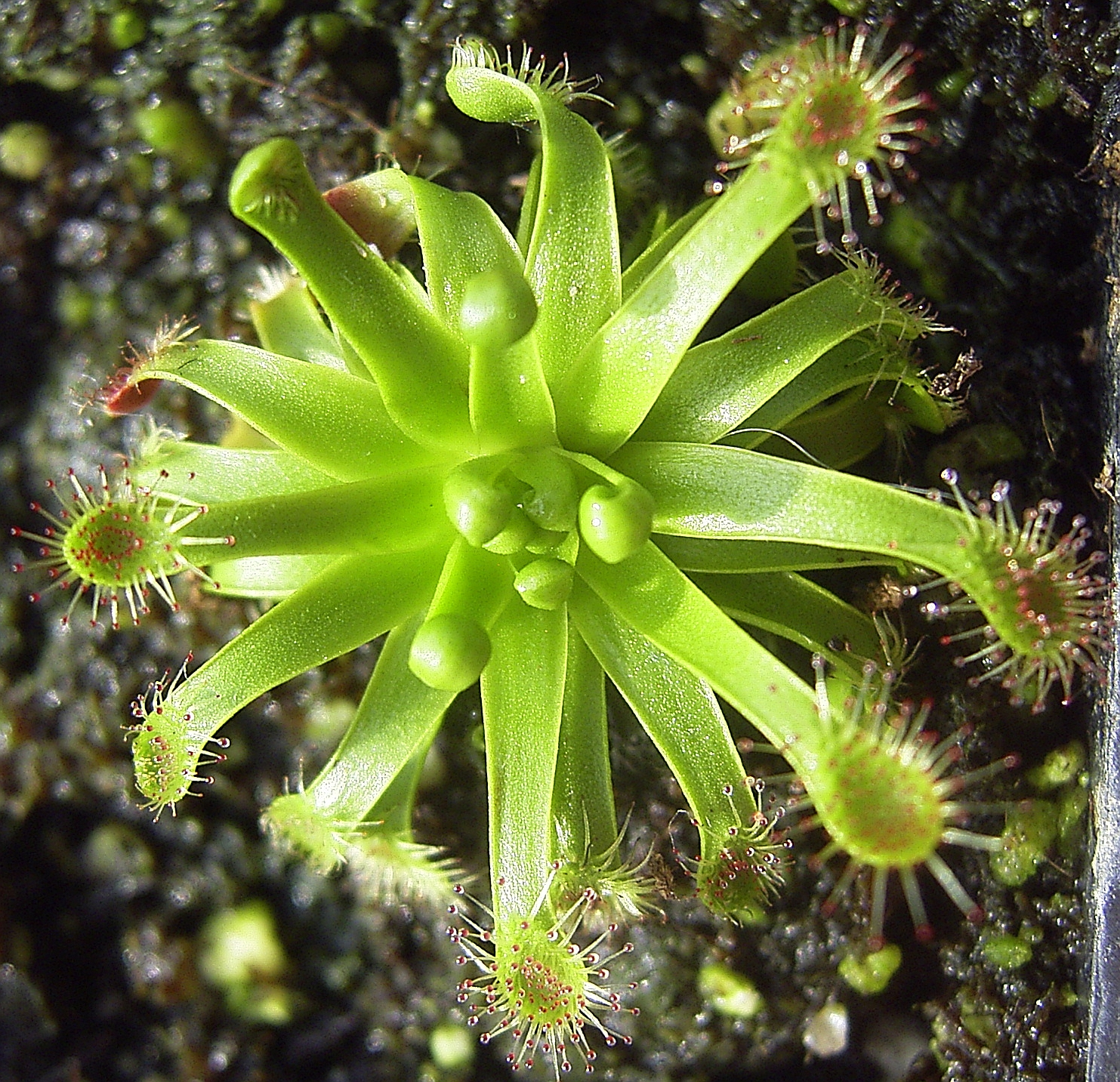